# Forcipomyia vesicula
Forcipomyia vesicula är en tvåvingeart som beskrevs av Meillon och Wirth 1983. Forcipomyia vesicula ingår i släktet Forcipomyia och familjen svidknott. Inga underarter finns listade i Catalogue of Life.